# ديف ديكر
ديف ديكر (بالهولندية: Dave Dekker)‏ (و. 1997 – م) هو ممثل، ومغني، من مملكة هولندا، ولد في أمستردام.

## وصلات خارجية
- ديف ديكر على موقع IMDb (الإنجليزية)
- ديف ديكر على موقع أول ميوزيك (الإنجليزية)